# Der Mann im Mond (Gus-Backus-Lied)
Der Mann im Mond ist der Titel eines deutschsprachigen Schlagers im Foxtrott-Rhythmus, der 1961, von Gus Backus gesungen, zu einem Nummer-eins-Erfolg wurde.

## Vorgeschichte
1961 war der ehemalige US-amerikanische GI in der deutschen Schlagerszene eine bekannte Größe. Neben mehreren anderen Hitparaden-Notierungen hatte er Anfang des Jahres mit den Liedern Wooden Heart (Muss i denn, muss i denn zum Städtele hinaus) (Rang 2) und Da sprach der alte Häuptling (Rang 3) seine bisher größten Plattenerfolge in Deutschland erzielt. Im Juli 1961 brachte die Plattenfirma Polydor, bei der Backus seit 1959 unter Vertrag stand, eine neue Single mit dem Sänger heraus, die unter der Katalog-Nummer 24 564 auf der A-Seite den Titel Der Mann im Mond enthielt. Melodie und Text hatte der Erfolgsautor Charly Niessen (Banjo Boy) geschaffen. Gus Backus wurde begleitet vom Orchester Johannes Fehring, als Intro ist der Countdown eines Raketenstarts zu hören. Der Text beschäftigt sich zehn Monate nach der ersten Landung einer Mondsonde (Lunik 2) mit der Frage, wie es dem Mann im Mond geht: „Man fragt sich, wohnt der Mann denn auf dem Mond auch schön?“, und stellt fest: „Der Mann im Mond, der hat es schwer, denn man verschont ihn heut' nicht mehr.“

## Erfolge
Die Zeitschrift Musikmarkt nahm den Mann im Mond zum ersten Mal am 2. September 1961 in ihre Hitliste Top 50 auf. Zwei Wochen später hatte der Titel die Top 10 erreicht und lag am 7. Oktober auf dem ersten Platz. Er hatte den Tophit La Paloma mit Freddy Quinn verdrängt und hielt sich für zwei Wochen an der Spitze. Insgesamt behauptete sich das Lied 25 Wochen lang in den Top 50. Gleich dreimal während der Monate Oktober und November 1961 belegte Der Mann im Mond Platz eins in der Musicbox der Jugendzeitschrift Bravo.
Gus Backus’ Plattenerfolg veranlasste Franz Antel, den Sänger in seinem Film Im schwarzen Rößl, der am 22. Dezember 1961 Premiere hatte, neben Peter Kraus, Lolita, Trude Herr und anderen Schlagersängern mit dem Song Der Mann im Mond auftreten zu lassen.

## Der Mann im Mond 1969
Am 20. Juli 1969 landete mit Neil Armstrong der erste Mensch auf dem Mond. Dies nahm Charlie Niessen zum Anlass, eine Fortsetzung zu seinem 1961er Text zu schreiben, die Melodie ließ er unverändert. Mit der ebenfalls gleich gebliebenen Titelzeile nahm Niessen nun aber Bezug auf die Mondlandung: „Jetzt haben wir den Mann im Mond geseh'n. Nun wissen wir, der Mann wohnt auf dem Mond sehr schön.“ Polydor brachte den Song mit leicht verändertem Arrangement auf der Single Nummer 53 148 im September 1969 auf den Markt. Im Gegensatz zur ursprünglichen Version konnte sich dieses Stück nicht in den Hitlisten platzieren. Später wurde die Single unter den Plattensammlern jedoch zu einer begehrten Rarität.

## Coverversionen
In Deutschland wurde Der Mann im Mond von dem Billiglabel Tempo gecovert. Auf der Single Nr. 843 sang den Titel Jimmy Fields alias Teddy Parker. Der Österreicher Fred Jay schrieb zu Niessens Melodie einen englischen Text mit dem Titel Queen of the Stars. Die kleine New Yorker Plattenfirma Fon Graf produzierte im Februar 1962 mit diesem Text und ebenfalls mit Gus Backus eine Single. In Dänemark wurde aus Niessens Text Hej Månemand, Text Peter Mynte, gesungen von den Melody Mixers und von Polyphon 1962 veröffentlicht. Die auch in Deutschland bekannte finnische Sängerin Pirkko Mannola sang eine Adaption ihres Landsmanns Kari Tuomisaari. Der finnische Titel Kuu-ukko erschien ebenfalls 1962 auf Nor-Disc. Eine schwedische Version Gubben i Månen wurde von Lille Gerhard aufgenommen, der wiederum gelegentlich unter dem Namen Little Gerhard auch in Deutschland auftrat.